# زهراء ذات العيون الزرقاء
زهراء ذات العيون الزرقاء (بالفارسية: جشمهاى آبى زهرا)، أنتج المسلسل سنة 2004، وكتبه علي ديراخشي، وهو كان يعمل بمنصب وزارة التربية والتعليم الإيرانية، وصور المسلسل حول قطاع غزة، ولغتها الأصلية في الفارسية، وقد تم دبلجتها إلى اللغة العربية عبر القناة الإيرانية الناطقة باللغة العربية SAHAR 1.

## قصة
يقوم العسكري الإسرائيلي وهو رئيس الحكومة الإسرائيلية الافتراضية يدعى إسحاق كوهين، وهو يأمر أتباعه لفحص أعين الأطفال الفلسطينيين بواسطة المندسين والذين يرتدون زي الأمم المتحدة، وعثر على الطفلة زهراء ذات العيون الزرقاء، فأخذوها وسكنوا بها في القصر، وكان هدفها اقتلاع العينين وادخالها إلى الطفل الإسرائيلي الأعمى، وتنتهي المسلسل بقيام شاب مناضل لتفجير نفسه في مقر اسحاق كوهين، حيث ماتوا جميعا.